# Hydroksyloamina
Hydroksyloamina – nieorganiczny związek chemiczny, pochodna amoniaku, w której jeden atom wodoru został zastąpiony grupą hydroksylową. Najprostsza hydroksyamina.
Jest to bezbarwne higroskopijne, krystaliczne ciało stałe o temperaturze topnienia wynoszącej 33,1 °C. Jest silnie trująca, podczas ogrzewania rozkłada się z wydzieleniem ciepła.
Dobrze rozpuszcza się w wodzie i metanolu. Dobra substancja redukująca, czasem może jednak być utleniaczem. Słabo zasadowa, tworzy sole, z których najważniejsze to chlorowodorek hydroksyloaminy i siarczan hydroksyloaminy. Sole te są trwalsze niż wolna hydroksyloamina, ale również trujące.
Otrzymywana przez redukcję kwasu azotowego lub tlenków azotu (z wyjątkiem N
2O) w roztworze kwaśnym albo przez działanie zasadą na chlorowodorek lub siarczan hydroksyloaminy i oddestylowanie zmniejszonym ciśnieniem wydzielającej się hydroksyloaminy.
Stosowana jako środek redukujący i odczynnik w syntezie organicznej, np. do otrzymywania oksymów:
R
2C=O + NH
2OH → R
2C=NOH + H
2O
Działanie hydroksyloaminy na organizm człowieka jest bardzo negatywne. Ma właściwości mutagenne. Reaguje z cytozyną w DNA, zamieniając ją na związek zbliżony do uracylu, działa też na enzymy komórkowe. W wyniku jej działania powstają często groźne mutacje punktowe[niewiarygodne źródło?].